# Mikko Kavén
Pour les articles homonymes, voir Kaven.
Mikko Kaven (né le 19 février 1975 à Lahti en Finlande) est un joueur de football finlandais qui évoluait comme gardien de but. International finlandais.

## Biographie
Mikko Kaven a commencé sa carrière avec Kuusysi, puis il joint HJK Helsinki où il gagna la coupe et le championnat finlandais.
Puis en 1998, il arriva à Motherwell Football Club en Écosse ou il resta qu'une saison avant d'être acheté par Vålerenga IF dans le championnat norvégien.
Puis en 2001 il revient en Finlande pour jouer à Tampere United.
Kaven a longtemps été le second choix de gardien de but derrière Jussi Jaaskelainen avec l'Équipe de Finlande de football.

## Palmarès
HJK Helsinki
- Championnat de Finlande
  - Champion (1) : 1997
- Coupe de Finlande
  - Vainqueur (1) : 1998
- Coupe de la Ligue de Finlande
  - Vainqueur (1) : 1998

 Tampere United
- Championnat de Finlande
  - Champion (3) : 2001, 2006 et 2007
- Coupe de Finlande
  - Vainqueur (1) : 2007
- Coupe de la Ligue de Finlande
  - Vainqueur (1) : 2009